# 나스 스케카게
나스 스케카게(일본어: 那須資景, 1586년 ~ 1656년 2월 20일)는 에도 시대 전기의 하타모토, 다이묘이다. 시모쓰케 나스 번 초대 번주를 지냈다. 나스씨 제22대 당주.
나스씨 선대 당주 나스 스케하루의 아들로 태어났다. 세키가하라 전투에 동군으로 참전한 공으로 8천여석의 하타모토가 되었으며 부친 나스 스케하루 사망후 부친의 영지였던 6천석을 물려받아 1만 4천여석의 도자마 다이묘가 되어 나스 번으로 입번하였다.
오사카 전투에도 혼다 마사노부 군대에 참전하였다.
후에 아들 스케시게에게 가독을 물려주고 은거하지만 스케시게는 후사없이 30대 초반의 나이로 요절하여 나스 번은 개역당하였다. 하지만 스케카게는 은거 중이었고 지난날의 공적으로 5천석의 하타모토로 나스씨는 존속하게 된다.
말년엔 아오키 도시나가의 차남을 양자(후의 나스 스케미쓰)로 입적하였다.
스케카게 사후 양자 나스 스케미쓰에 의해 나스씨는 도자마 다이묘로서 재흥하게 되었다.

## 참고 자료
- 대일본 사료[1](大日本史料)
- 간세이 중수제가보(寛政重修諸家譜) - 제735권